# Karl-Erik Franzén
Karl-Erik Harald Franzén, född 5 mars 1919 i Karlstad, död 17 maj 2004 i Slottsstadens församling i Malmö, var en svensk friidrottare (kortdistanslöpare).
Franzén vann SM på 400 meter 1942 och tävlade för IFK Sävsjö. Han är begravd på Värnamo Norra kyrkogård.